# The VelociPastor
The VelociPastor é uma comédia americana de terror de 2017 escrita, dirigida e editada por Brendan Steere. A trama segue o pastor Doug Jones, que é infectado por um artefato, resultando em sua transformação em um velociraptor quando fica com raiva.

## Elenco
- Gregory James Cohan como Doug Jones
- Alyssa Kempinski como Carol
- Daniel Steere como Father Stewart
- Aurelio Voltaire como Altair

## Produção
Enquanto frequentava a Escola de Artes Visuais de Manhattan, Brendan Steere teve a ideia, depois que seu telefone corrigiu automaticamente "Velociraptor" para "Veloci Pastor".
Steere foi influenciado pelo diretor Guillermo del Toro e filmado com um orçamento de US$ 36.000.

## Liberar
O filme estreou em 2 de novembro de 2017 em Portland, Oregon.

### Mídia doméstica
Foi lançado em DVD da região 1 e streaming em 13 de agosto de 2019.

## Recepção
O filme tem índice de aprovação de 65% com base nas avaliações de 17 críticos do Rotten Tomatoes, com nota média de 5,5/10.

## Sequela
Steere disse que planeja fazer uma sequência.